# Okręg wyborczy nr 2 do Sejmu Rzeczypospolitej Polskiej (1991–1993)
Okręg wyborczy nr 2 do Sejmu Rzeczypospolitej Polskiej (1991–1993) obejmował województwo warszawskie z wyłączeniem Miasta Stołecznego Warszawy. W ówczesnym kształcie został utworzony w 1991. Wybieranych było w nim 8 posłów w systemie proporcjonalnym.
Siedzibą okręgowej komisji wyborczej było Legionowo.

## Wybory parlamentarne 1991
Głosowanie odbyło się 27 października 1991.
| Komitet wyborczy                                      | Komitet wyborczy                                                  | Głosów | %     | Mandaty | Wybrani posłowie                  |
| ----------------------------------------------------- | ----------------------------------------------------------------- | ------ | ----- | ------- | --------------------------------- |
|                                                       | Porozumienie Obywatelskie Centrum                                 | 37 021 | 17,19 | 2       | Jacek Maziarski, Antoni Bielewicz |
|                                                       | Wyborcza Akcja Katolicka                                          | 27 818 | 12,91 | 1       | Henryk Goryszewski                |
|                                                       | Kongres Liberalno-Demokratyczny                                   | 21 126 | 9,81  | 1       | Andrzej Arendarski                |
|                                                       | Unia Demokratyczna                                                | 20 837 | 9,67  | 1       | Marek Balicki                     |
|                                                       | Sojusz Lewicy Demokratycznej                                      | 18 040 | 8,37  | 1       | Wiesław Kaczmarek                 |
|                                                       | Konfederacja Polski Niepodległej                                  | 13 285 | 6,17  | 1       | Zbigniew Adamczyk                 |
|                                                       | Polskie Stronnictwo Ludowe Sojusz Programowy                      | 12 560 | 5,83  | 1       | Janusz Piechociński               |
|                                                       | Porozumienie Ludowe                                               | 10 142 | 4,71  | –       |                                   |
|                                                       | Polska Partia Przyjaciół Piwa                                     | 9071   | 4,21  | –       |                                   |
|                                                       | Niezależny Samorządny Związek Zawodowy „Solidarność”              | 8484   | 3,94  | –       |                                   |
|                                                       | Solidarność Pracy                                                 | 7230   | 3,36  | –       |                                   |
|                                                       | Unia Polityki Realnej                                             | 6956   | 3,23  | –       |                                   |
|                                                       | Chrześcijańska Demokracja                                         | 4505   | 2,09  | –       |                                   |
|                                                       | Rzemiosło i Mała Przedsiębiorczość                                | 3288   | 1,53  | –       |                                   |
|                                                       | Stronnictwo Narodowe                                              | 2616   | 1,21  | –       |                                   |
|                                                       | Zdrowa Polska – Sojusz Ekologiczny                                | 2607   | 1,21  | –       |                                   |
|                                                       | Polska Partia Ekologiczna – Zieloni                               | 2205   | 1,02  | –       |                                   |
|                                                       | Stronnictwo Demokratyczne                                         | 2017   | 0,94  | –       |                                   |
|                                                       | Partia Chrześcijańskich Demokratów                                | 1616   | 0,75  | –       |                                   |
|                                                       | Koalicja Polskiej Partii Ekologicznej i Polskiej Partii Zielonych | 1402   | 0,65  | –       |                                   |
|                                                       | Niezależni’91                                                     | 1048   | 0,49  | –       |                                   |
|                                                       | Konfederacja Pracodawców                                          | 527    | 0,24  | –       |                                   |
|                                                       | Blok Ludowo-Chrześcijański                                        | 514    | 0,24  | –       |                                   |
|                                                       | Polski Związek Zachodni                                           | 490    | 0,23  | –       |                                   |
| Frekwencja: 40,07% Źródło: Państwowa Komisja Wyborcza |                                                                   |        |       |         |                                   |